# Günter Prillwitz
Günter Prillwitz (* 16. August 1928 in Müncheberg) ist ein deutscher Stahlwerker und früherer Volkskammerabgeordneter für den Freien Deutschen Gewerkschaftsbund (FDGB).

## Leben
Prillwitz stammt aus der preußischen Provinz Brandenburg und ist der Sohn eines Landarbeiters. Nach dem Besuch der Volksschule wurde er wie sein Vater Landarbeiter. 1951 wechselte er den Beruf und war fortan als Stahlwerker tätig, ab 1953 war er Erster Schmelzer im neuerrichteten Eisenhüttenkombinat Ost in Stalinstadt, dem späteren Eisenhüttenstadt.

## Politik
Prillwitz trat in den FDGB ein und wurde Mitglied einer Abteilungsgewerkschaftsleitung im Eisenhüttenkombinat Ost. Als solcher war er bis 1963 tätig. Bereits 1957 war er Mitglied der SED geworden, deren Bezirksparteischule er von 1962 bis 1963 in Eberswalde besuchte.
In den beiden Wahlperioden von 1958 bis 1963 von 1963 bis 1967 war er Mitglied der FDGB-Fraktion in der Volkskammer der DDR. Er wurde Schriftführer des Mandatsprüfungsausschusses.

## Auszeichnungen
- dreifacher Aktivist der sozialistischen Arbeit
- Verdienter Aktivist